# Neil Fanning
Neil Fanning (12 de abril de 1967) é um ator e dublador australiano. Ele é mais conhecido por dublar Scooby-Doo nos filmes live-action Scooby-Doo e Scooby-Doo 2: Monsters Unleashed.